# Symplocos platyphylla
Symplocos platyphylla är en tvåhjärtbladig växtart som först beskrevs av Johann Baptist Emanuel Pohl, och fick sitt nu gällande namn av George Bentham. Symplocos platyphylla ingår i släktet Symplocos och familjen Symplocaceae. Inga underarter finns listade i Catalogue of Life.